# Good Time Warrior
Good Time Warrior es el sexto álbum publicado por la banda Lucifer's Friend, lanzado en 1978 y el primero en ser grabado por el cantante Mike Starrs luego de la partida de John Lawton de la banda.
Después de que John dejara a Lucifer's Friend y se uniera a Uriah Heep en 1976, la banda nuevamente tomó una dirección musical diferente. Principalmente inspirados en el rock de Queen, la banda decide optar por un estilo mucho más comercial, reclutando a Mike Starrs como reemplazo de Lawton y dejando a un lado en gran medida el rock progresivo a partir de entonces.

## Listado de canciones

### Lado A
| N.º   | Título                  | Escritor(es)                     | Duración |  |
| 1.    | «Old Man Roller»        | Hesslein, James Hopkins-Harrison | 4:16     |  |
| 2.    | «I'll Meet You In L.A.» | Lucifer's Friend                 | 4:03     |  |
| 3.    | «My Love»               | Lucifer's Friend                 | 5:57     |  |
| 4.    | «Good Times»            | Lucifer's Friend                 | 4:20     |  |
| 5.    | «Little Dancer»         | Lucifer's Friend                 | 4:03     |  |
| 22:39 |                         |                                  |          |  |

### Lado B
| N.º   | Título              | Escritor(es)                    | Duración |  |
| 6.    | «Sweet Little Lady» | Lucifer's Friend, George Mavros | 4:38     |  |
| 7.    | «Gamblin' Man»      | Lucifer's Friend                | 4:30     |  |
| 8.    | «Warriors»          | Lucifer's Friend                | 10:11    |  |
| 19:19 |                     |                                 |          |  |

## Personal
- Mike Starrs - Voz
- Peter Hesslein - Guitarra eléctrica, guitarra acústica, coros
- Dieter Horns - Bajo eléctrico, coros
- Peter Hecht - Piano, órgano Hammond, sintetizador Moog, piano Rhodes, clavinet, sintetizador
- Herbert Bornhold - Batería, batería electrónica, percusión, coros

## Otros créditos
Músicos invitados
- Peter Van Asten - Coros

Arte y diseño
- Franzl Froeb - Diseño
- Rens Benerink - Director de fotografía
- Govert de Roos - Fotografía de portada
- Klaus Thumser - Fotografía del desplegable
- Rainer Drechsler - Fotografía del desplegable

- Datos: Q5583002